# Boris Andreev (cosmonauta)
Boris Dmitrievich Andreev (Mosca, 6 ottobre 1940 – Korolëv (città), 9 luglio 2021) è stato un cosmonauta e ingegnere sovietico.
Ha fatto parte dell'equipaggio di riserva o di supporto di cinque missioni spaziali fra il 1974 e il 1981 ma non è mai stato nello spazio, dato che ha lasciato nel 1983 dal corpo dei cosmonauti per ragioni mediche.  

## Biografia
Andreev si è laureato in ingegneria a Mosca nel 1964. L'anno successivo ha cominciato a lavorare all'OKB-1, l'ufficio di progettazione sperimentale guidato da Sergei Korolev. Nel 1971 ha presentato la domanda per diventare cosmonauta, che è stato accettata nel marzo 1972. Ha fatto parte dell'equipaggio di riserva delle missioni spaziali Sojuz 16, Sojuz 35 e Sojuz T-4 e dell’equipaggio di supporto delle missioni Sojuz 19 e Sojuz 22.  Nel settembre 1983 si è ritirato dal corpo dei cosmonauti per ragioni mediche, a causa dei postumi di un incidente da paracadutismo. È rimasto tuttavia nell’ambito del programma spaziale sovietico e ha lavorato come capcom fino al suo pensionamento, avvenuto nell'agosto 1993. Andreev si è sposato e ha avuto due figli.